# Arni (Berno)
Arni – gmina (niem. Einwohnergemeinde) w Szwajcarii, w kantonie Berno, w regionie administracyjnym Bern-Mittelland, w okręgu Bern-Mittelland.
Gmina po raz pierwszy została wspomniana w dokumentach w 1185 roku jako Arne.
Cała osada Hämlismatt znajdująca się na terenie gminy jest wpisana na Listę dziedzictwa Szwajcarii.

## Demografia
W Arni mieszka 936 osób. W 2020 roku 2,8% populacji gminy stanowiły osoby urodzone poza Szwajcarią.
W 2000 roku 97% populacji mówiło w języku niemieckim, 0,6% w języku serbsko-chorwackim, a 0,5% w języku francuskim. 3 osoby zadeklarowały znajomość języka włoskiego.

Zmiany w liczbie ludności są przedstawione na poniższym wykresie: